# Старі Карашиди
Старі Карашиди́ (рос. Старые Карашиды, башк. Иҫке Ҡарашиҙе) — присілок у складі Іглінського району Башкортостану, Росія. Входить до складу Уктеєвської сільської ради.
Населення — 132 особи (2010; 160 в 2002).
Національний склад:
- башкири — 100 %